# Will Rock
Will Rock est un jeu vidéo de tir à la première personne développé par Saber Interactive et édité par Ubi Soft, sorti en 2003 sur Windows.

## Accueil
- Jeux Vidéo Magazine : 12/20[1]
- Jeuxvideo.com : 9/20[2]